# Мусій Олег Степанович
Оле́г Степа́нович Мусі́й (нар. 12 травня 1965, село Переспа, Сокальський район, Львівська область) — український лікар, громадський діяч; організатор медичної служби на Євромайдані; міністр охорони здоров'я України в уряді Арсенія Яценюка (лютий — жовтень 2014 року); народний депутат України 8 скликання.

## Життєпис
Народився 12 травня 1965 року в селі Переспа Сокальського району Львівської області в родині службовців.
Після закінчення із золотою медаллю середньої школи середньої школи № 1 міста Сокаля у 1982 став студентом лікувального факультету Київського медичного інституту ім. О. О. Богомольця. Фах — анестезіологія і реаніматологія. Під час навчання активно займався науковою роботою.
З 1983 й до закінчення навчання у 1988 був членом правління Студентського наукового товариства ім. О. А. Киселя.
У 1987—1988, навчаючись, працював медбратом у відділенні реанімації Київської клінічної лікарні № 25.
У 1988 закінчив Київський медичний інститут ім. О. О. Богомольця, спеціальність — анестезіологія і реаніматологія.
Із серпня 1988, працюючи у Київському науково-дослідному інституті нейрохірургії, пройшов інтернатуру з анестезіології-реаніматології на відповідній кафедрі Київського медінституту.
До травня 1992 працював лікарем анестезіологом-реаніматологом відділення відновлюваного лікування НДІ нейрохірургії.
У 2008 після закінчення спеціалізації у Національній медичній академії післядипломної освіти ім. П. Л. Шупика отримав другу лікарську спеціальність «Організація і управління охороною здоров'я».
У грудні 2009 отримав вищу кваліфікаційну категорію за спеціальністю «Організація і управління охороною здоров'я».
Проходив навчання у Польщі, США, Фінляндії, Австрії, Німеччині.

## Громадська діяльність
Олег Мусій зарекомендував себе як громадський діяч з початку 1990-их років.
- Президент Всеукраїнського лікарського товариства (ВУЛТ).
- Голова правління Київського лікарського товариства.
- Віце-президент Світової федерації Українських лікарських товариств (СФУЛТ).
- Член Правління міжнародної лікарської організації — Південно-східний європейський лікарський форум (Southeast European Medical Forum, SEEMF, Bulgaria). Віце-президент Української медико-правової асоціації.
- Голова Громадської ради при Міністерстві охорони здоров'я України, голова сектору законодавчих ініціатив Дорадчої ради з питань охорони здоров'я Комітету Верховної Ради України з питань охорони здоров'я.
- Член Громадської ради з питань розвитку саморегулювання підприємницької та професійної діяльності при Державному комітеті України з питань регуляторної політики та підприємництва, Громадської ради при Київській міській державній адміністрації, Громадської ради при Міністерстві надзвичайних ситуацій України.
- Розробник 6 проєктів Законів України у сфері охорони здоров'я, громадянського суспільства, професійного самоврядування та саморегулювання ринків.
- Один із ініціаторів та авторів прийняття Етичного Кодексу лікаря України.
- Автор чотирьох та редактор семи медичних книг, автор більш як 40 наукових та науково-публіцистичних статей.
- Входив до Медичної сотні «Євромайдану», координатор Медичної служби Штабу Національного Спротиву (медичного штабу «Євромайдану»).[2]

## Політична діяльність
27 лютого 2014 року був призначений міністром охорони здоров'я України, а вже 1 жовтня 2014 року Кабінет Міністрів відсторонив Олега Мусія від виконання повноважень і призначив виконувачем обов'язків заступника міністра охорони здоров'я-керівника апарату Василя Лазоришинця.
20 жовтня 2014 року прем'єр Арсеній Яценюк проголосив з парламентської трибуни, що міністра Мусія відсторонено від посади «за повний провал і корупцію в Мінздоров'я, за те, що не забезпечена закупівля медичних препаратів і лікарських засобів, за те, що ціни на ліки як зростали, так і зростають далі».
Окружний адміністративний суд м. Києва визнав, що розпорядження Кабінету Міністрів України про відсторонення не відповідає законодавству, але відмовився прийняти позов про визнання його незаконним. 2 грудня 2014 року Верховна Рада України звільнила Олега Мусія з посади Міністра охорони здоров'я України, а 3 грудня 2014 року Кабінет Міністрів розпорядженням № 1191-р скасував власне розпорядження про відсторонення Олега Мусія з посади.
На парламентських виборах 2014 року переміг по виборчому округу № 124.
31 серпня 2015 року вийшов із складу фракції Блоку Петра Порошенка на знак протесту проти голосування законопроєкту про внесення змін до Конституції України щодо децентралізації влади.
З 2015 по 2019 рік, член політради партії Громадський рух «Народний контроль».
З 2019 року — позапартійний.

## Законотворча діяльність
11 серпня 2015 року народний депутат Олег Мусій зареєстрував законопроєкт № 2491а «Про внесення змін до деяких законів України щодо введення історично обґрунтованого найменування рубль як меншої частини грошової одиниці України гривні».

## Книги
- Медичний словник лікарських рослин (російсько-латинсько-український). — Київ: КЛТ, Фонд ТТ, 2002. — 208 с.

## Нагороди
- орден Святого Рівноапостольного князя Володимира Великого III-го ступеня (2010) за заслуги з відродження духовності в Україні[11];
- орден Святого Рівноапостольного князя Володимира Великого II-го ступеня (2015) за заслуги з відродження духовності в Україні;
- почесна відзнака SEEMF (2011) за внесок в галузь управління та політики в системах охорони здоров'я Південно-Східної Европи[12];
- медаль «За працю та звитягу в медицині» (2011);
- медаль «За розповсюдження медичних знань» (2012);
- Відзнака МВС «Вогнепальна зброя»[13];
- Грамота Верховної Ради України[11];
- Почесна Грамота Верховної Ради України.

## Сім'я
Одружений. Має двох доньок — Тетяну та Христину.